# آویرا
آویرا مجموعه نرم‌افزارهای امنیتی را شامل می‌شود که توسط شرکت نرم‌افزاری Avira GmbH در کشور آلمان  ارائه می‌گردد. این شرکت بیش از ۱۰۰ میلیون کاربر و ۳۰۰ پرسنل در سراسر جهان دارا می‌باشد. نسخه رایگان ضدویروس آویرا در سال‌های ۲۰۰۷ و ۲۰۰۹ جز ۱۰۰ محصول برتر رایانه ای توسط مجله PC World معرفی گردید.  و در سال 1986 میلادی به وجود  آمد. ودارای نسخه های مختلف است نسخه 2020 آن موجود است. و در ویندوز  ios اندروید لینوکس موجود است. و در دو نوع رایگان و پولی موجود است. 

## نرم‌افزارها
نسخه های آویرا
نرم‌افزارهای امنیتی آویرا برای کاربردهای خانگی و تجاری کوچک شامل سه مجموعه می‌شود.
۱-Avira AntiVir Personal که نسخه رایگان ضدویروس آویرا می‌باشد.
۲-Avira AntiVir Premium که نسخه تجاری ضدویروس آن می‌باشد.
۳-Avira Premium Security Suite که تجاری و شامل ضدویروس، ضد جاسوس افزار، دیوار آتش و ضد هرزنامه می‌باشد.

## جوایز
نرم‌افزارهای امنیتی آویرا، گواهینامه‌های متعددی از مؤسسه Virus Bulletin و سایت AV Comparatives از سال ۲۰۰۴ تا بحال دریافت کرده‌است.

## مقایسه نسخه‌ها
|                            | Avira AntiVir Personal | Avira AntiVir Premium | Avira Premium Security Suite |
| -------------------------- | ---------------------- | --------------------- | ---------------------------- |
| Cost                       | رایگان                 | پولی                  | پولی                         |
| AntiVir                    | آری                    | آری                   | آری                          |
| AntiDialer                 | آری                    | آری                   | آری                          |
| AntiRootkit                | آری                    | آری                   | آری                          |
| AntiPhishing               | آری                    | آری                   | آری                          |
| AntiSpyware + AntiAdware   | آری (از نسخه ۹)        | آری                   | آری                          |
| WebGuard                   | نه                     | آری                   | آری                          |
| AntiDrive-by               | نه                     | آری                   | آری                          |
| RescueSystem               | نه                     | آری                   | آری                          |
| Email Protection           | نه                     | آری                   | آری                          |
| Fast Premium update server | نه                     | آری                   | آری                          |
| AntiSpam                   | نه                     | نه                    | آری                          |
| FireWall                   | نه                     | نه                    | آری                          |
| GameMode                   | نه                     | نه                    | آری                          |
| Backup-System              | نه                     | نه                    | آری                          |
| AntiBot                    | نه                     | نه                    | آری                          |
| Parental Control           | نه                     | نه                    | آری                          |